# Berge Everest
Die Berge Everest ist ein VLOC-Massengutfrachter und mit 361 Metern Länge einer der größten der Welt.

## Allgemeines
Die Berge Everest wurde 2011 unter der Baunummer BH416-1 auf der zur CSIC Shipbuilding Group gehörenden chinesischen Werft Bohai Shipbuilding Heavy Industry Co, Ltd. gebaut. Das Schiff gehört zur Valemax-Klasse und ist eins von vier Schiffen der Klasse, die auf der Werft für Berge Bulk gebaut wurden. Die Kiellegung fand am 20. September 2010, der Stapellauf am 13. April 2011 statt. Die Fertigstellung des Schiffes erfolgte am 23. September 2011.
Das in Douglas auf der Isle of Man registrierte Schiff gehört der Berge Everest Company und wird von Berge Bulk Maritime bereedert.
Die Berge Everest war das erste Schiff der Valemax-Klasse, das im November 2015 den Hafen von Caofeidian in China anlief. China hatte seine Häfen zum Schutz der nationalen Reedereien für die Schiffe der Valemax-Klasse gesperrt und erst Anfang 2015 freigegeben.

## Technische Daten und Ausstattung
Das Schiff wird von einem Wärtsilä-Dieselmotor (Typ: 7RT-flex84T-D) mit 29.400 kW Leistung angetrieben. Für die Stromversorgung stehen drei Wärtsilä-Dieselgeneratoren (Typ: 6L20) mit jeweils 1.050 kW Leistung sowie ein MAN-Notgenerator (Typ: D2866 LE203) zur Verfügung. Die Höchstgeschwindigkeit wird mit etwa 12 Knoten angegeben.
Das Schiff verfügt über sieben Laderäume mit einer Kapazität von insgesamt 389.700 m³. Die Räume sind mit Lukendeckeln verschlossen, die zum Öffnen zur Backbordseite gerollt werden.